# Evolução do Colégio dos Cardeais sob o pontificado de Pio XII
Este artigo apresenta a evolução dentro do Sacro Colégio ou Colégio de Cardeais durante o pontificado do Papa Pio XII, de 1.º de março de 1939, data da abertura do conclave que o elegeu, até 25 de outubro de 1958, data da abertura do conclave que elegeria seu sucessor.

## Evolução
Após a eleição do entã cardeal Eugenio Pacelli, o colégio de cardeais consistia de 61 cardeais. Pio XII criou 56 cardeais em dois consistórios. Durante seu pontificado, 62 cardeais morreram, dois durante a vaga.
| Data                                         | Evento                                                   | total |
| -------------------------------------------- | -------------------------------------------------------- | ----- |
| 2 de março de 1939                           | Eleição do cardeal Eugenio Pacelli (Pio XII)             |       |
| de 1 de abril de 1939 até 26 de maio de 1958 | Cardeais criados                                         | +56   |
| de 1 de abril de 1939 até 26 de maio de 1958 | Cardeais falecidos                                       | -62   |
| 9 de outubro de 1958                         | Morte do Papa Pio XII                                    | 55    |
| 17 de outubro de 1958                        | Morte do cardeal Celso Constantini                       | 54    |
| 25 de outubro de 1958                        | Morte do cardeal Edward Mooney                           | 53    |
| 28 de outubro de 1958                        | Eleição do cardeal Angelo Giuseppe Roncalli (João XXIII) | 52    |

## Composição por país de origem
Entre o conclave de 1939 e o conclave de 1958, a composição do colégio por país de origem dos cardeais mudou fortemente: os italianos caíram para menos de um terço, um pouco mais de um terço eram outros europeus e um terço eram não-europeus.
| País            | 1939 | 1958 |
| --------------- | ---- | ---- |
| Argentina       | 1    | 2    |
| Brasil          | 1    | 3    |
| Canadá          | 1    | 2    |
| Chile           |      | 1    |
| Colômbia        |      | 1    |
| Cuba            |      | 1    |
| Equador         |      | 1    |
| Estados Unidos  | 3    | 2    |
| Total América   | 6    | 13   |
| China           |      | 1    |
| Índia           |      | 1    |
| Iraque          | 1    | 1    |
| Total Ásia      | 1    | 3    |
| Áustria         | 1    |      |
| Bélgica         | 1    | 1    |
| Tchecoslováquia | 1    |      |
| França          | 6    | 6    |
| Alemanha        | 3    | 2    |
| Irlanda         | 1    | 1    |
| Iugoslávia      |      | 1    |
| Polónia         | 1    | 1    |
| Portugal        | 1    | 2    |
| Itália          | 36   | 17   |
| Reino Unido     | 1    |      |
| Espanha         | 3    | 3    |
| Hungria         | 1    | 1    |
| União Soviética |      | 1    |
| Total Europa    | 56   | 36   |
| Austrália       |      | 1    |
| Total Oceania   |      | 1    |
| Total           | 63   | 53   |

## Composição por consistório
Apesar da duração quase igual dos pontificados do Pio XI e de Pio XII, tendo criado relativamente poucos cardeais, nos conclaves após a sua morte, os cardeais criados pelos pontífices anteriores, que eram 15% em Em 1939, eles se tornaram quase um quarto em 1958.
| Consistório          | 1939 | 1958 |
| -------------------- | ---- | ---- |
| Novembro de 1911     | 2    |      |
| Criados por Pio X    | 2    |      |
| Dezembro de 1916     | 4    |      |
| Março de 1921        | 4    |      |
| Criados por Bento XV | 8    |      |
| Maio de 1923         | 1    |      |
| Março de 1924        | 1    |      |
| Dezembro de 1925     | 2    |      |
| Dezembro de 1926     | 1    |      |
| Junho de 1927        | 2    | 1    |
| Dezembro de 1927     | 2    |      |
| Julho de 1929        | 1    |      |
| Dezembro de 1929     | 5    | 1    |
| Junho de 1930        | 4    | 1    |
| Março de 1933        | 8    | 4    |
| Dezembro 1935        | 18   | 3    |
| Junho de 1936        | 2    | 1    |
| Dezembro 1937        | 5    | 2    |
| Criados por Pio XI   | 52   | 13   |
| Fevereiro de 1946    |      | 18   |
| Janeiro de 1953      |      | 22   |
| Criados por Pio XII  |      | 40   |
| Total                | 62   | 53   |

## Evolução durante o pontificado
| Data                    | Evento                                                              | País                 | Cardeais |
| ----------------------- | ------------------------------------------------------------------- | -------------------- | -------- |
| 1 de março de 1939      | Cardeais na época do Conclave de 1939                               | Vaticano             | 62       |
| 2 de março de 1939      | Eleição papal do cardeal Eugenio Pacelli como Papa Pio XII          | Vaticano             | 61       |
| 1 de abril de 1939      | Morte do cardeal Donato Sbarretti (82 anos)                         | Itália               | 60       |
| 23 de abril de 1939     | Morte do cardeal Domenico Mariani (76 anos)                         | Itália               | 59       |
| 13 de setembro de 1939  | Morte do cardeal Angelo Dolci (72 anos)                             | Itália               | 58       |
| 2 de outubro de 1939    | Morte do cardeal George Mundelein (67 anos)                         | Estados Unidos       | 57       |
| 9 de abril de 1940      | Morte do cardeal Jean Verdier, P.S.S. (76 anos)                     | França               | 56       |
| 22 de agosto de 1940    | Morte do cardeal Isidro Gomá y Tomás (71 anos)                      | Espanha              | 55       |
| 11 de março de 1941     | Morte do cardeal Karl Joseph Schulte (69 anos)                      | Alemanha             | 54       |
| 21 de abril de 1941     | Morte do cardeal Karel Kašpar (70 anos)                             | República Checa      | 53       |
| 8 de outubro de 1941    | Morte do cardeal Lorenzo Lauri (76 anos)                            | Itália               | 52       |
| 26 de fevereiro de 1942 | Morte do cardeal Tommaso Pio Boggiani, O.P. (79 anos)               | Itália               | 51       |
| 19 de maio de 1942      | Morte do cardeal Alfred-Henri-Marie Baudrillart, C.O. (83 anos)     | França               | 50       |
| 17 de outubro de 1942   | Morte do cardeal Sebastião Leme da Silveira Cintra (60 anos)        | Brasil               | 49       |
| 17 de março de 1943     | Morte do cardeal Arthur Hinsley (77 anos)                           | Reino Unido          | 48       |
| 29 de março de 1943     | Morte do cardeal Ermenegildo Pellegrinetti (67 anos)                | Itália               | 47       |
| 11 de abril de 1943     | Morte do cardeal Federico Cattani Amadori (86 anos)                 | Itália               | 46       |
| 13 de setembro de 1943  | Morte do cardeal Francisco Vidal y Barraquer (74 anos)              | Espanha              | 45       |
| 4 de novembro de 1943   | Morte do cardeal Vincenzo Lapuma (69 anos)                          | Itália               | 44       |
| 25 de novembro de 1943  | Morte do cardeal Carlo Cremonesi (77 anos)                          | Itália               | 43       |
| 22 de abril de 1944     | Morte do cardeal William Henry O'Connell (84 anos)                  | Estados Unidos       | 42       |
| 22 de agosto de 1944    | Morte do cardeal Luigi Maglione (67 anos)                           | Itália               | 41       |
| 29 de março de 1945     | Morte do cardeal Jusztinián György Serédi, O.S.B. (60 anos)         | Hungria              | 40       |
| 6 de julho de 1945      | Morte do cardeal Adolf Bertram (86 anos)                            | Alemanha             | 39       |
| 13 de outubro de 1945   | Morte do cardeal Joseph MacRory (84 anos)                           | República da Irlanda | 38       |
| 31 de janeiro de 1946   | Morte do cardeal Pedro Boetto, S.J. (74 anos)                       | Itália               | 37       |
| 18 de fevereiro de 1946 | criação de 32 Cardeais:                                             | Vaticano             | 69       |
| 18 de fevereiro de 1946 | Grégoire-Pierre XV Agagianian                                       | Líbano               | 69       |
| 18 de fevereiro de 1946 | John Joseph Glennon                                                 | Estados Unidos       | 69       |
| 18 de fevereiro de 1946 | Benedetto Aloisi Masella                                            | Itália               | 69       |
| 18 de fevereiro de 1946 | Clemente Micara                                                     | Itália               | 69       |
| 18 de fevereiro de 1946 | Adam Stefan Sapieha                                                 | Polónia              | 69       |
| 18 de fevereiro de 1946 | Edward Mooney                                                       | Estados Unidos       | 69       |
| 18 de fevereiro de 1946 | Jules-Géraud Saliège                                                | França               | 69       |
| 18 de fevereiro de 1946 | James Charles McGuigan                                              | Canadá               | 69       |
| 18 de fevereiro de 1946 | Samuel Alphonsus Stritch                                            | Estados Unidos       | 69       |
| 18 de fevereiro de 1946 | Augustin Parrado y Garcia                                           | Espanha              | 69       |
| 18 de fevereiro de 1946 | Clément Émile Roques                                                | França               | 69       |
| 18 de fevereiro de 1946 | Johannes de Jong                                                    | Países Baixos        | 69       |
| 18 de fevereiro de 1946 | Carlos Carmelo de Vasconcelos Motta                                 | Brasil               | 69       |
| 18 de fevereiro de 1946 | Pierre-André-Charles Petit de Julleville                            | França               | 69       |
| 18 de fevereiro de 1946 | Norman Thomas Gilroy                                                | Austrália            | 69       |
| 18 de fevereiro de 1946 | Francis Spellman                                                    | Estados Unidos       | 69       |
| 18 de fevereiro de 1946 | José María Caro Rodríguez                                           | Chile                | 69       |
| 18 de fevereiro de 1946 | Teodósio Clemente de Gouveia                                        | Portugal             | 69       |
| 18 de fevereiro de 1946 | Jaime de Barros Câmara                                              | Brasil               | 69       |
| 18 de fevereiro de 1946 | Enrique Pla y Deniel                                                | Espanha              | 69       |
| 18 de fevereiro de 1946 | Manuel Arteaga y Betancourt                                         | Cuba                 | 69       |
| 18 de fevereiro de 1946 | Josef Frings                                                        | Alemanha             | 69       |
| 18 de fevereiro de 1946 | Juan Gualberto Guevara                                              | Peru                 | 69       |
| 18 de fevereiro de 1946 | Bernard William Griffin                                             | Reino Unido          | 69       |
| 18 de fevereiro de 1946 | Manuel Arce y Ochotorena                                            | Espanha              | 69       |
| 18 de fevereiro de 1946 | József Mindszenty                                                   | Hungria              | 69       |
| 18 de fevereiro de 1946 | Ernesto Ruffini                                                     | Itália               | 69       |
| 18 de fevereiro de 1946 | Konrad von Preysing                                                 | Alemanha             | 69       |
| 18 de fevereiro de 1946 | Clemens August von Galen                                            | Alemanha             | 69       |
| 18 de fevereiro de 1946 | Antonio Caggiano                                                    | Argentina            | 69       |
| 18 de fevereiro de 1946 | Thomas Tien Ken-sin, S.V.D.                                         | China                | 69       |
| 18 de fevereiro de 1946 | Giuseppe Bruno                                                      | Itália               | 69       |
| 9 de março de 1946      | Morte do cardeal John Joseph Glennon (83 anos)                      | Estados Unidos       | 68       |
| 22 de março de 1946     | Morte do cardeal Clemens August von Galen (68 anos)                 | Alemanha             | 67       |
| 20 de maio de 1946      | Morte do cardeal Enrico Gasparri (74 anos)                          | Itália               | 66       |
| 8 de outubro de 1946    | Morte do cardeal Augustin Parrado y Garcia (74 anos)                | Espanha              | 65       |
| 12 de novembro de 1946  | Morte do cardeal Camillo Caccia Dominioni (69 anos)                 | Itália               | 64       |
| 17 de janeiro de 1947   | Morte do cardeal Jean-Marie-Rodrigue Villeneuve, O.M.I. (63 anos)   | Canadá               | 63       |
| 24 de outubro de 1947   | Morte do cardeal Carlo Salotti (77 anos)                            | Itália               | 62       |
| 10 de dezembro de 1947  | Morte do cardeal Pierre-André-Charles Petit de Julleville (71 anos) | França               | 61       |
| 16 de fevereiro de 1948 | Morte do cardeal Gennaro Granito Pignatelli di Belmonte (96 anos)   | Itália               | 60       |
| 4 de agosto de 1948     | Morte do cardeal Enrico Sibilia (87 anos)                           | Itália               | 59       |
| 16 de setembro de 1948  | Morte do cardeal Manuel Arce y Ochotorena (69 anos)                 | Espanha              | 58       |
| 17 de setembro de 1948  | Morte do cardeal Raffaele Carlo Rossi, O.C.D. (71 anos)             | Itália               | 57       |
| 22 de outubro de 1948   | Morte do cardeal August Hlond, S.D.B. (67 anos)                     | Polónia              | 56       |
| 30 de maio de 1949      | Morte do cardeal Emmanuel Célestin Suhard (75 anos)                 | França               | 55       |
| 3 de novembro de 1949   | Morte do cardeal Francesco Marmaggi (79 anos)                       | Itália               | 54       |
| 2 de agosto de 1950     | Morte do cardeal Luigi Lavitrano (76 anos)                          | Itália               | 53       |
| 21 de dezembro de 1950  | Morte do cardeal Konrad von Preysing (70 anos)                      | Alemanha             | 52       |
| 13 de janeiro de 1951   | Morte do cardeal Francesco Marchetti Selvaggiani (79 anos)          | Itália               | 51       |
| 31 de maio de 1951      | Morte do cardeal Dennis Joseph Dougherty (85 anos)                  | Estados Unidos       | 50       |
| 23 de julho de 1951     | Morte do cardeal Adam Stefan Sapieha (84 anos)                      | Polónia              | 49       |
| 13 de março de 1952     | Morte do cardeal Giovanni Nasalli Rocca di Corneliano (79 anos)     | Itália               | 48       |
| 11 de maio de 1952      | Morte do cardeal Alessio Ascalesi, C.PP.S. (79 anos)                | Itália               | 47       |
| 12 de junho de 1952     | Morte do cardeal Michael von Faulhaber, (83 anos)                   | Alemanha             | 46       |
| 12 de janeiro de 1953   | criação de 24 Cardeais:                                             | Vaticano             | 70       |
| 12 de janeiro de 1953   | Celso Constantini                                                   | Itália               | 70       |
| 12 de janeiro de 1953   | Augusto Álvaro da Silva                                             | Brasil               | 70       |
| 12 de janeiro de 1953   | Gaetano Cicognani                                                   | Itália               | 70       |
| 12 de janeiro de 1953   | Angelo Giuseppe Roncalli (futuro Papa João XXIII)                   | Itália               | 70       |
| 12 de janeiro de 1953   | Valerio Valeri                                                      | Itália               | 70       |
| 12 de janeiro de 1953   | Pietro Ciriaci                                                      | Itália               | 70       |
| 12 de janeiro de 1953   | Francesco Borgongini-Duca                                           | Itália               | 70       |
| 12 de janeiro de 1953   | Maurice Feltin                                                      | França               | 70       |
| 12 de janeiro de 1953   | Marcello Mimmi                                                      | Itália               | 70       |
| 12 de janeiro de 1953   | Carlos María Javier de la Torre                                     | Equador              | 70       |
| 12 de janeiro de 1953   | Alojzije Viktor Stepinac                                            | Jugoslávia           | 70       |
| 12 de janeiro de 1953   | Georges Grente                                                      | França               | 70       |
| 12 de janeiro de 1953   | Giuseppe Siri                                                       | Itália               | 70       |
| 12 de janeiro de 1953   | John Francis D'Alton                                                | República da Irlanda | 70       |
| 12 de janeiro de 1953   | James Francis McIntyre                                              | Estados Unidos       | 70       |
| 12 de janeiro de 1953   | Giacomo Lercaro                                                     | Itália               | 70       |
| 12 de janeiro de 1953   | Stefan Wyszyński                                                    | Polónia              | 70       |
| 12 de janeiro de 1953   | Benjamin de Arriba y Castro                                         | Espanha              | 70       |
| 12 de janeiro de 1953   | Fernando Quiroga y Palacios                                         | Espanha              | 70       |
| 12 de janeiro de 1953   | Paul-Émile Léger, P.S.S.                                            | Canadá               | 70       |
| 12 de janeiro de 1953   | Crisanto Luque                                                      | Colômbia             | 70       |
| 12 de janeiro de 1953   | Valerian Gracias                                                    | Índia                | 70       |
| 12 de janeiro de 1953   | Joseph Wendel                                                       | Alemanha             | 70       |
| 12 de janeiro de 1953   | Alfredo Ottaviani                                                   | Itália               | 70       |
| 6 de março de 1954      | Morte do cardeal Massimo Massimi (76 anos)                          | Itália               | 69       |
| 30 de agosto de 1954    | Morte do cardeal Alfredo Ildefonso Schuster, O.S.B. (74 anos)       | Itália               | 68       |
| 4 de outubro de 1954    | Morte do cardeal Francesco Borgongini-Duca (70 anos)                | Itália               | 67       |
| 21 de outubro de 1954   | Morte do cardeal Domenico Jorio (87 anos)                           | Itália               | 66       |
| 10 de novembro de 1954  | Morte do cardeal Giuseppe Bruno (79 anos)                           | Itália               | 65       |
| 27 de novembro de 1954  | Morte do cardeal Juan Gualberto Guevara (72 anos)                   | Peru                 | 64       |
| 8 de setembro de 1955   | Morte do cardeal Johannes de Jong (69 anos)                         | Países Baixos        | 63       |
| 9 de outubro de 1955    | Morte do cardeal Theodor Innitzer (79 anos)                         | Áustria              | 62       |
| 20 de agosto de 1956    | Morte do cardeal Bernard William Griffin (57 anos)                  | Reino Unido          | 61       |
| 5 de novembro de 1956   | Morte do cardeal Jules-Géraud Saliège (86 anos)                     | França               | 60       |
| 8 de abril de 1957      | Morte do cardeal Pedro Segura y Sáenz (76 anos)                     | Espanha              | 59       |
| 23 de agosto de 1957    | Morte do cardeal Giovanni Mercati (90 anos)                         | Itália               | 58       |
| 30 de novembro de 1957  | Morte do cardeal Adeodato Giovanni Piazza, O.C.D. (73 anos)         | Itália               | 57       |
| 29 de março de 1958     | Morte do cardeal Alessandro Verde (93 anos)                         | Itália               | 56       |
| 26 de maio de 1958      | Morte do cardeal Samuel Alphonsus Stritch (70 anos)                 | Estados Unidos       | 55       |
| 9 de outubro de 1958    | Morte do Papa Pio XII (82 anos)                                     | Vaticano             | 55       |
| 17 de outubro de 1958   | Morte do cardeal Celso Constantini (82 anos)                        | Itália               | 54       |
| 25 de outubro de 1958   | Morte do cardeal Edward Mooney (76 anos)                            | Estados Unidos       | 53       |